# Per Karang
Per Karang, född 1955 i Oslo, är en norsk pianist och cimbalomspelare, känd för sin särpräglade ungersk-zigenska spelstil. Han har ackompanjerat Victoria Perskaya.